# Katie Archibald
Pour les articles homonymes, voir Archibald.
Katie Archibald née le 12 mars 1994 à Milngavie en Écosse, est une coureuse cycliste écossaise. Spécialiste des disciplines d'endurance sur piste, elle est championne olympique de poursuite par équipes en 2016 et de la course à l'américaine en 2020. Elle compte également à son palmarès six titres de championne du monde (poursuite par équipes, omnium et américaine) et un record de vingt titres de championne d'Europe.

## Biographie
Katie Archibald pratique la natation avant de passer au cyclisme. C'est également le cas de son frère aîné John. Elle dispute ses premières compétitions dans ce sport en 2011, d'abord sur pelouse.
L'année suivante, elle remporte le championnat de Grande-Bretagne de poursuite junior. L'année suivante, elle participe à ce championnat en catégorie élite et termine troisième, derrière Laura Trott et Danielle King. Elle impressionne les dirigeants et entraîneurs de l'équipe de Grande-Bretagne et obtient ainsi une sélection pour les championnats d'Europe sur piste à Apeldoorn aux Pays-Bas, en octobre. La poursuite par équipes féminine y est pour la première fois disputée sur 4 kilomètres par équipes de quatre coureuses, contre trois auparavant. Katie Archibald, Elinor Barker, Laura Trott et Joanna Rowsell gagnent cette compétition en établissant le nouveau record du monde de la discipline.
Durant les mois qui suivent, elle participe aux manches de la coupe du monde. Elle est d'abord avec le maillot de l'équipe écossaise Braveheart à Manchester, où elle est troisième de la poursuite et deuxième du scratch. Elle gagne ensuite la poursuite par équipes à Aguascalientes avec Elinor Barker, Danielle King et Joanna Rowsell.
En février 2014, elle participe aux championnats du monde sur piste à Cali en Colombie. Avec Elinor Barker, Laura Trott et Joanna Rowsell, elle y obtient la médaille d'or de la poursuite par équipes. Aux Jeux du Commonwealth, elle obtient le bronze sur la course aux points.
En décembre 2015, Kate Archibald est victime d'un accident de moto et ne peut donc pas participer aux championnats du monde sur piste de Londres, en mars 2016. Le directeur sportif de British Cycling, Shane Sutton, critique publiquement ce déplacement sur une moto, le décrivant comme « fou » et un « mauvais choix ». Ses coéquipiers Jason Kenny et Laura Trott, multi champion olympique, prennent la défense d'Archibald en déclarant : « Si vous vous entraînez dur tous les jours, vous avez aussi besoin d'autres choses dans la vie pour vous procurer de la joie ». Ils reprochent à l'entraîneur britannique de traiter les athlètes comme des « enfants ».
Elle revient à temps pour participer aux Jeux olympiques de Rio de Janeiro en août 2016, où elle devient avec Elinor Barker, Ciara Horne et Joanna Rowsell-Shand, championne olympique de poursuite par équipes. L'année suivante, elle est championne du monde d'omnium et remporte trois titres nationaux : en poursuite individuelle, en course scratch et en course aux points. Toujours en 2017, elle est championne d'Europe de poursuite individuelle pour la quatrième fois consécutive.
Aux mondiaux sur piste 2018 à Apeldoorn, elle devient championne du monde de l'américaine avec Emily Nelson, puis vice-championne du monde de poursuite par équipes. Plus tard dans l’année, elle remporte deux médailles aux Jeux du Commonwealth, l'or en poursuite individuelle et l'argent dans la course aux points. Lors des championnats d'Europe, elle gagne le titre en poursuite par équipes, mais, après quatre titres consécutifs, elle est battue pour la première fois lors de la poursuite individuelle par Lisa Brennauer. Sur route, elle gagne le prologue du BeNe Ladies Tour et termine troisième du classement général final. En outre, elle remporte plusieurs courses lors de la Coupe du monde 2018-2019. En 2019, elle est à nouveau vice-championne du monde de poursuite par équipes et ajoute lors des championnats d'Europe, trois médailles, dont l'or en poursuite par équipes. Lors de la saison suivante, elle est double championnats d'Europe sur la course aux points et la poursuite par équipes, ainsi qu'une troisième médaille d'argent d'affilée lors des mondiaux de poursuite par équipes.
Archibald est sélectionnée pour représenter l'équipe cycliste britannique aux Jeux olympiques de Tokyo 2020, reportés en août 2021 en raison de la pandémie de Covid-19. Elle se contente de la médaille d'argent dans la poursuite par équipes, puis décroche son deuxième titre olympique lors de la course à l'américaine avec Laura Kenny. En octobre 2021, elle devient l'athlète la plus titrée des championnats d'Europe en décrochant ses 15e, 16e et 17e titres sur la course à l'américaine, le scratch et l'omnium. En fin de saison, elle gagne le classement général de l'endurance de la première Ligue des champions sur piste.
En avril 2022, alors qu'elle se remet d'une blessure au dos, elle se fracture la clavicule et subit une commotion cérébrale lors de l'omnium de la manche de Coupe des nations de Glasgow, épreuve où elle était largement en tête. Le 29 mai, elle est percutée par un 4x4 lors d'un entrainement et se blesse aux ligaments de ses deux chevilles sans que sa participation aux Jeux du Commonwealth ne soit remise en cause. Cependant, le 13 juillet, l'équipe d'Écosse annonce finalement son forfait aux Jeux du Commonwealth,. En fin de saison, elle gagne cinq épreuves de la Ligue des champions sur piste, mais est battue au général par Jennifer Valente pour trois points.
En février 2023, elle ajoute trois nouveaux titres en trois épreuves (poursuite par équipes, américaine et omnium) aux championnats d'Europe, portant son total à 20. Durant l'été, elle devient à Glasgow à domicile, championne du monde de poursuite par équipes neuf ans après son premier titre dans la discipline. 
Alors qu'elle figure dans les grandes favorites pour les trois disciplines de l'endurance (poursuite par équipes, américaine et omnium) aux Jeux olympiques de Paris en 2024, elle doit déclarer forfait deux mois avant la compétition après s'être fracturé le tibia et le péroné de la jambe gauche lors d'une chute en trébuchant sur une marche dans son jardin.

## Vie privée
Son frère aîné John (né en 1990) est également coureur cycliste.
Le 23 août 2022, l'ami d'Archibald, le vététiste Rab Wardell, est décédé dans son sommeil, après un arrêt cardiaque. Katie Archibald avait tenté en vain de lui administrer les premiers soins pour lui sauver la vie. Wardell était devenu champion d'Écosse de VTT deux jours plus tôt.

## Palmarès sur piste

### Jeux olympiques
- Rio 2016
  -  Championne olympique de poursuite par équipes
- Tokyo 2020
  -  Championne olympique de la course à l'américaine
  -  Médaillée d'argent de la poursuite par équipes

### Championnats du monde
| Édition / Épreuve              | Poursuite individuelle | Poursuite par équipes                            | Course aux points | Américaine       | Scratch | Omnium |
| Cali 2014                      |                        | Or (avec Barker, Trott et Rowsell)               |                   |                  |         |        |
| Saint-Quentin-en-Yvelines 2015 | 5e                     | Argent                                           |                   |                  |         |        |
| Hong Kong 2017                 | 5e                     |                                                  |                   |                  |         | Or     |
| Apeldoorn 2018                 |                        | Argent                                           |                   | Or (avec Nelson) | 6e      |        |
| Pruszków 2019                  |                        | Argent                                           |                   | 4e               |         | 7e     |
| Berlin 2020                    |                        | Argent                                           |                   |                  |         |        |
| Roubaix 2021                   |                        | Bronze                                           | Argent            | Bronze           |         | Or     |
| Saint-Quentin-en-Yvelines 2022 |                        | Argent                                           |                   |                  |         |        |
| Glasgow 2023                   |                        | Or (avec E. Barker, M. Barker, Morris et Knight) |                   |                  |         | 4e     |
| Ballerup 2024                  |                        | Or (avec Roberts, Barker, Morris et Knight)      |                   | Bronze           |         |        |

### Coupe du monde
- 2014-2015

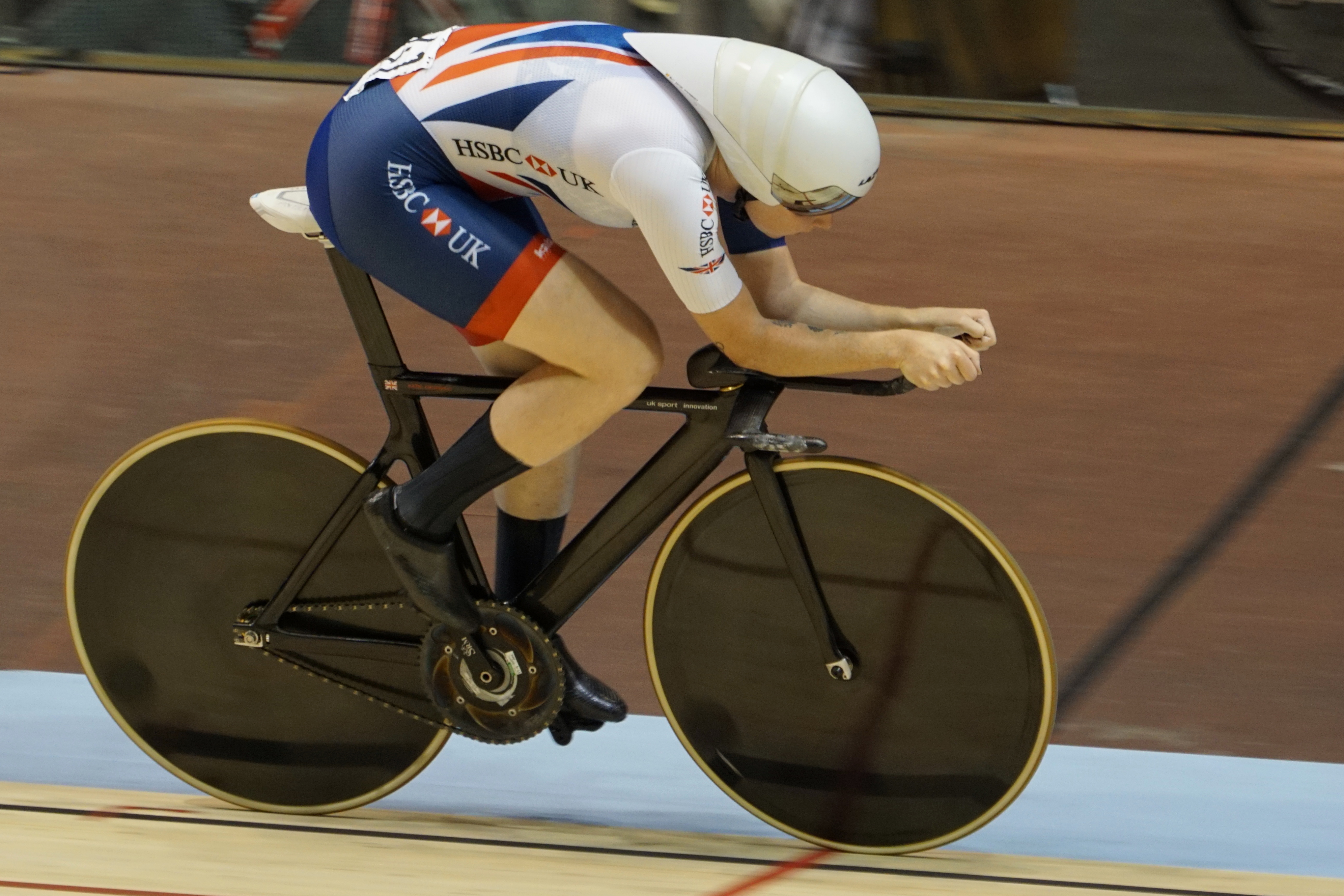
Katie Archibald aux championnats d'Europe 2017.

  - 1re de la poursuite par équipes à Londres (avec Laura Trott, Elinor Barker et Ciara Horne)
- 2015-2016
  - 3e de la poursuite par équipes à Cali
- 2016-2017
  - 1re de l'américaine à Glasgow (avec Manon Lloyd)
- 2017-2018
  - 1re de la poursuite par équipes à Manchester (avec Elinor Barker, Emily Nelson et Neah Evans)
  - 1re de l'américaine à Manchester (avec Elinor Barker)
  - 1re de l'américaine à Milton (avec Eleanor Dickinson)
  - 1re de la course aux points à Milton
  - 2e de l'omnium à Manchester
- 2018-2019
  - 1re de la poursuite par équipes à Milton (avec Laura Kenny, Elinor Barker et Eleanor Dickinson)
  - 1re de la poursuite par équipes à Berlin (avec Laura Kenny, Emily Kay, Emily Nelson et Jessica Roberts)
  - 1re de la poursuite par équipes à Londres (avec Laura Kenny, Eleanor Dickinson, Neah Evans et Elinor Barker)
  - 1re de l'américaine à Milton (avec Eleanor Dickinson)
  - 1re de l'américaine à Londres (avec Laura Kenny)
  - 1re de l'omnium à Berlin
- 2019-2020
  - 1re de la poursuite par équipes à Glasgow (avec Neah Evans, Eleanor Dickinson et Elinor Barker)
  - 2e de l'américaine à Glasgow

### Coupe des nations
- 2022
  - 2e de la poursuite par équipes à Glasgow
- 2023
  - 1re de la poursuite par équipes à Milton (avec Jessica Roberts, Josie Knight, Neah Evans et Megan Barker)
  - 1re de l'omnium à Milton
  - 2e de l'américaine à Milton
- 2024
  - Classement général de l'omnium
  - 1re de l'américaine à Adélaïde
  - 1re de l'américaine à Milton
  - 1re de l'omnium à Milton
  - 1re de la poursuite par équipes à Milton
  - 2e de l'omnium à Adélaïde
  - 2e de la poursuite par équipes à Adélaïde

### Ligue des champions
- 2021
  - Classement général de l'endurance
  - 1re de l'élimination à Palma
  - 1re du scratch à Panevėžys
  - 1re de l'élimination à Panevėžys
  - 1re de l'élimination à Londres (I)
  - 1re de l'élimination à Londres (II)
  - 2e du scratch à Londres (II)
  - 3e du scratch à Londres (I)
- 2022
  - 1re du scratch à Palma
  - 1re du scratch à Berlin
  - 1re de l'élimination à Berlin
  - 1re de l'élimination à Paris
  - 1re de l'élimination à Londres (II)
  - 2e du scratch à Paris
  - 2e du scratch à Londres (I)
  - 3e du scratch à Londres (II)
- 2023
  - Classement général de l'endurance
  - 1re de l'élimination à Palma
  - 1re de l'élimination à Berlin
  - 1re de l'élimination à Paris
  - 1re de l'élimination à Londres (I)
  - 2e du scratch à Palma
  - 3e du scratch à Paris
  - 3e de l'élimination à Londres (II)
- 2024
  - Classement général de l'endurance
  - 1re du scratch à Paris
  - 1re du scratch à Londres (II)
  - 1re de l'élimination à Paris
  - 1re de l'élimination à Apeldoorn (II)
  - 2e du scratch à Apeldoorn (I)
  - 2e du scratch à Londres (I)
  - 2e de l'élimination à Apeldoorn (I)
  - 2e de l'élimination à Londres (II)

### Jeux du Commonwealth
| Édition / Épreuve | Poursuite individuelle | Course aux points |
| New Delhi 2014    |                        | Bronze            |
| Gold Coast 2018   | Or                     | Argent            |

### Championnats d'Europe
| Édition / Épreuve              | Poursuite individuelle | Poursuite par équipes                       | Course aux points | Américaine           | Scratch | Omnium | Course à l'élimination |
| Apeldoorn 2013                 |                        | Or (avec Trott, Rowsell et King)            |                   |                      |         |        |                        |
| Baie-Mahault 2014              | Or                     | Or (avec Trott, Barker et Horne)            |                   |                      |         |        |                        |
| Athènes 2015 (espoirs)         | Argent                 |                                             |                   |                      |         |        |                        |
| Granges 2015                   | Or                     | Or (avec Trott, Barker, Horne et Rowsell)   |                   |                      |         |        | Or                     |
| Saint-Quentin-en-Yvelines 2016 | Or                     |                                             |                   |                      |         | Or     | Argent                 |
| Berlin 2017                    | Or                     | Argent (avec Barker, Lloyd et Kay)          |                   |                      |         | Or     |                        |
| Glasgow 2018                   | Argent                 | Or (avec Barker, Kenny, Evans et Dickinson) |                   |                      |         | Argent |                        |
| Apeldoorn 2019                 | Bronze                 | Or (avec Barker, Kenny, Evans et Dickinson) |                   | Argent               |         |        |                        |
| Plovdiv 2020                   |                        | Or (avec Barker, Kenny, Evans et Knight)    | Or                |                      |         |        |                        |
| Granges 2021                   |                        |                                             |                   | Or (avec Neah Evans) | Or      | Or     |                        |
| Granges 2023                   |                        | Or (avec Barker, Morris, Evans et Knight)   |                   | Or (avec Barker)     |         | Or     |                        |

### Championnats de Grande-Bretagne
- 2013
  - 2e de l'américaine
  - 3e de la poursuite
- 2014
  -  Championne de Grande-Bretagne de poursuite
- 2015
  -  Championne de Grande-Bretagne de poursuite par équipes
  - 2e de la poursuite
  - 2e de la course aux points
  - 2e du scratch
- 2017
  -  Championne de Grande-Bretagne de poursuite
  -  Championne de Grande-Bretagne de course aux points
  -  Championne de Grande-Bretagne du scratch
  -  Championne de Grande-Bretagne d'omnium
  - 2e du keirin
- 2018
  -  Championne de Grande-Bretagne de poursuite
  -  Championne de Grande-Bretagne de course aux points
  -  Championne de Grande-Bretagne du scratch
  -  Championne de Grande-Bretagne de l'américaine (avec Elinor Barker)
  - 2e de l'omnium
  - 3e de la vitesse
- 2019
  -  Championne de Grande-Bretagne de poursuite
  -  Championne de Grande-Bretagne de course aux points
  - 3e du scratch
  - 3e de la vitesse
- 2025
  -  Championne de Grande-Bretagne de course aux points

## Palmarès sur route

### Par années
- 2014
  - 2e du championnat de Grande-Bretagne du contre-la-montre
- 2017
  - 2e du championnat de Grande-Bretagne sur route
  - 3e du championnat de Grande-Bretagne du contre-la-montre
- 2018
  - Prologue du BeNe Ladies Tour
  - 3e du BeNe Ladies Tour

### Classements mondiaux
| Année                                 | 2014 | 2015 | 2016 | 2017 | 2018 | 2019 | 2020 | 2021 | 2022 | 2023  |
| ------------------------------------- | ---- | ---- | ---- | ---- | ---- | ---- | ---- | ---- | ---- | ----- |
| Classement UCI                        | 506e | 595e | nc   | 116e | 148e | nc   | nc   | nc   | 400e | 1166e |
| UCI World Tour                        |      |      | nc   | 82e  | 158e | nc   | nc   | nc   | nc   | nc    |
|                                       |      |      |      |      |      |      |      |      |      |       |
| Légende : nc = non classéSource : UCI |      |      |      |      |      |      |      |      |      |       |

## Distinctions
- UEC Hall of Fame[13]